# Dennis Rodman
Dennis Rodman (* 13. května 1961, Trenton) je bývalý americký profesionální basketbalista, wrestler a herec.
V době svého působení v týmu NBA Chicago Bulls ve 1. polovině 90. let byl spoluhráčem Michaela Jordana a Scottieho Pippena – společně byli označováni jako chicagské legendy. V roce 2011 byl uveden do Basketbalové síně slávy.

## Život

### Kariéra v NBA
- 2000 Dallas Mavericks
- 1999 Los Angeles Lakers
- 1995–1998 Chicago Bulls
- 1993–1995 San Antonio Spurs
- 1986–1993 Detroit Pistons

### Návštěvy Severní Koreje
V roce 2013 se Rodman stal prvním veřejně známým Američanem, který se osobně setkal s představitelem komunistického severokorejského režimu, Kim Čong-unem. Rodman tam tehdy přiletěl se členy týmu Harlem Globetrotters natáčet televizní dokument. Od té doby severokorejského vůdce navštívil ještě několikrát. Představiteli Západu byl pak kritizován za ignoraci porušování lidských práv v zemi a za podbízení Kim Čong-unovi.
Po jedné ze svých návštěv KLDR Rodman v rozhovoru pro britský list The Guardian prozradil režimem utajovanou skutečnost, že Kim Čong-un má dceru.

### Osobní život
Rodman byl třikrát ženatý a má tři děti. Potýkal se se závislostí na alkoholu, ze které se opakovaně léčil.